# Nidorella undulata
Nidorella undulata là một loài thực vật có hoa trong họ Cúc. Loài này được (Thunb.) Sond. ex Harv. mô tả khoa học đầu tiên năm 1865.